# جادوگر خوب (مجموعه تلویزیونی)
جادوگر خوب (انگلیسی: Nice Witch؛ کره‌ای: 착한마녀전) یک مجموعه تلویزیونی محصول کره جنوبی سال ۲۰۱۸ با بازی لی دا هه، ریو سو یونگ، آن وو یون، به سو بین و یون سه آه است. این مجموعه از ۳ مارس تا ۵ مه ۲۰۱۸، شنبه‌ها چهار قسمت در روز از ساعت ۲۰:۵۵ تا ۲۳:۱۵ (کی‌اس‌تی) از اس‌بی‌اس پخش شد.